# Alizée
Alizée (születési nevén Alizée Jacotey) (Ajaccio, Korzika, 1984. augusztus 21.–) francia énekesnő. Nevének eredete a passzátszelekhez kapcsolódik. Egy testvére van, Johann, valamint két lánya: Annily, a Jérémy Chatelainnel való házasságából, és Maggy a Grégoire Lyonnettel való házasságából.
Alizée a 2000-es évek elején vált ismertté a Moi… Lolita című dalával. Azóta 6 stúdióalbuma és egy koncertlemeze jelent meg.
2013-ban részt vett a Danse avec les stars negyedik évadában Grégoire Lyonnet oldalán, melyet a 2013. november 23-án tartott fináléban meg is nyert.

## Életpályája

### 1984–2000: Korai évek és karrierjének kezdete
Alizée 1984. augusztus 21-én született a korzikai Ajaccióban. Ott töltötte gyermekéveit családi körben, szüleivel és öccsével, Johannal.
Már kiskorától vonzotta a színpad és a művészet. Táncórákra járt az ajacciói L’école du spectacle-ba, Monique Mufraggi tánciskolájába, itt kapta a „Lili” becenevet. 1995-ben a Pocahontas című darab főszerepét táncolta.
Művészi karrierjének első lépcsője lett az a rajzverseny, amit 11 évesen nyert. A korzikai légitársaság pályázatára egy repülőgépet kellett kiszínezniük; Alizée kéknek látta, rajta bolygókkal. Az ifjú sztárpalántát végül 6000 versenyző közül választották ki nyertesnek. Rajzának életnagyságú másolata került arra a repülőgépre, amelyet „Alizée”-nek (jelentése passzátszél) neveztek el. Meghívták az első Marseille–Párizs járatra és egy maldív-szigeteki utazást is nyert.
1999 novemberében jelentkezett a „Graines de Star” (Sztármagvak) tehetségkutató versenyre, Laurent Boyer műsorába. Alizée ekkor profi táncos akart lenni, mégis az „ének” kategóriában alakított emlékezetest. Daniel Balavoine „La vie ne m’apprend rien” (Az élet nem tanít engem semmire) c. számát adta elő, kiválasztották, és továbbjutott.
1999. december: Párizsba utazott első stúdiópróbájára, ahol Jennifer Lopez „Waiting for Tonight” c. számát gyakorolta. A cél: hangjának fejlesztése, a profi körülmények szokása, s a műsorban szereplő dal kiválasztása.
2000. február 25-én Axelle Red „Ma priere” (Az én imám) számát adta elő. Megnyerte ezt a fordulót, s a következő műsorban meg kellett védenie helyezését. 2000. április 14-én újra sikert aratott, így a tehetségkutató a győzelmével zárult.

### 2000–2002: Gourmandises, Moi... Lolita, L’Alizé és nemzetközi siker
Ezekben az időkben Alizée párizsi barátainak tudtára jutott, hogy híres producerek keresnek egy fiatal előadót, aki elénekelné a „Moi… Lolita” (Én… Lolita) c. dalt. Alizée elküldte az eddigi TV-adásokat prezentációs anyagként, s kijelölték őt a párizsi stúdiópróbákra.
Találkozott Laurent Boutonnat-val és Mylène Farmerrel – előbbi a zenét szerezte, utóbbi pedig a dalszövegeket írta. Alizée-nek órákig kellett magáról beszélnie, hogy Mylène az egyéniségének megfelelő dalokat írhasson.
Alizée felénekelte a Moi… Lolitát és leforgatták hozzá a klipet. 2000 májusában elküldték a dalt a rádióknak, a zenetévék pedig játszották a klipet. A kislemez 2000. július 4-én került kereskedelmi forgalomba. Gyorsan sikeres lett, Franciaországban több mint hét hónapig a Top 10-es listában volt. Több, mint másfél millió példányt adnak el a kislemezből.
2000. november 17-én Alizée megkapta első elismerését, egy M6 Awardot, mint „Az év felfedezettje” – közönségszavazatok alapján.
November 21-én megjelent első nagylemeze Gourmandises („Nyalánkságok”) címmel, ugyanakkor, amikor a második kislemez, a L'Alizé (A passzátszél) is.
2001 januárjában két NRJ Music Awardsot is átvehetett: „Az év dala: Moi... Lolita” és „Legjobb internetes site”.
2001-ben, 16 évesen ő volt a legfiatalabb művész, aki szerepelhetett az Enfoirés jótékonysági koncertsorozaton.
Még ugyanabban az évben megjelent két kislemeze debütáló albumáról: Parler tout bas és a címadó, Gourmandises dal, melyek ezüstlemez minősítést értek el.
2002 elején Monte-Carlóban, a World Music Awardon elnyerte a „Legtöbb lemezt eladó francia művész” címet (több mint négymillió eladott album) és ismét részt vett a Les Enfoirés koncertsorozaton.
Az év során útra kel és bejárja Európa országait: Németország, Olaszország, Svájc, Spanyolország, Oroszország... Még Angliába is betör, ahol a Moi… Lolita és L'Alizé dalaival sikert aratott.

### 2003–2004: Mes courants électriques és En Concert
A 2003. február 25-én megjelent új dala, a J'en ai marre! („Elegem van”), s ezzel együtt Alizée új, provokatívabb stílusa is, új frizurával. A TV-adásokban szereplő tánc inspirálta a World of Warcraft című számítógépes játékban található elfek éjszakai táncát.
A kislemez aranylemez lett.
Ezt követte a március 18-án megjelenő második nagylemeze, a Mes courants électriques (Elektromos áramlataim), melyet debütáló albumához hasonlóan a Farmer/Boutonnat párossal készített el. A zene elektromosabb lett, egyes dalok rockosabb hangvételűek. 4 hónappal később a boltokba került az album nemzetközi kiadása, melyen 4 angol nyelvű dal is helyet kapott. A lemez nem teljesített olyan jól a francia eladási listákon, mint elődje, s ez főként az illegális letöltéseknek volt köszönhető.
Március 25-én részt vett az Eurobest zenei fesztiválon, ahol a Moi… Lolita és J'en ai marre! dalait adta elő. Ugyanitt megismerkedett Jérémy Chatelain francia énekessel, aki a francia Star Academy 2 nyertese volt.
Alizée nagy sikereket ért el a távol keleten is, főként Koreában, Tajvanon és Japánban.
A J'en ai marre! dalával felkérték, hogy szerepeljen egy japán reklámban, melyben egy Elise nevű kekszet reklámozott. A promóció kedvéért a dalt Mon bain de mousse címen adták ki Japánban.
Júniusban érkezik Alizée új kislemez és klipje, a 'J'ai pas vingt ans (Nem vagyok húszéves), melyet hazánkban is előszeretettel játszottak a zenecsatornák. Ezt a francia közönség vegyes érzelmekkel fogadta, noha a klip egyfajta üzenet volt a rajongóknak: Alizée hamarosan turnézni indul.
2003 októberében jelent meg az album utolsó kislemeze, az À contre-courant (Az áramlat ellen). A hozzá készült klipet Belgiumban forgatták, s ezután sejteni lehetett, hogy Alizée szeretné már a saját útját járni.
Habár sokan azt hitték, Alizée és Jérémy kapcsolata nem lesz tartós, a fiatal pár november 6-án Las Vegasba utazott, ahol összeházasodtak.
Alizée koncertturnéja egészen 2004 elejéig tartott, mely során különböző francia, belga és svájci nagyvárost érintett. A nagy finálé a párizsi Zénith-ben volt, január 17-én.
Pár hónapnyi zenei csend után Alizée még két TV-műsorban volt látható az év során.
2004. május 17-én Natasha St. Pierrel előadta a L’important c’est d’aimer-t, majd május 22-én korzikai barátnőjével, Jeniferrel énekelték el a For Me, Formidable című dalt. Ez volt az utolsó TV-szereplése, mielőtt eltűnt.
2004. október 18-án a koncertturnéja anyagát kiadták CD-n és DVD-n, s mellé megjelent az Amélie m'a dit (Amélie azt mondta nekem) dal live verziója promóciós kislemezként. Ezek után Alizée és a Farmer/Boutonnat szerzőpáros közös munkája véget ért.

### 2005–2007: Szünet és megjelenés Mexikóban
Miután Alizée sikerrel zárhatta le első turnéját és kiadta a koncertlemezt, egy időre eltűnt a rivaldafényből, majd terhessége miatt került a címlapokra.
2005. április 28-án megszületett első gyermeke, Annily, így Alizée, zenei karrierjét félretéve, gyermekneveléssel foglalkozott.
A pletykalapok ezután sem maradtak nyugodtak, belekeverték az énekesnőt a Clearstream botrányba, majd az új albumának közreműködőiről kezdtek találgatni.
2006-ban Alizée megerősítette, hogy hamarosan új lemezzel jelentkezik.
Ezen évek alatt készült híres, már-már a védjegyévé vált tetoválás, mely a hátán található és Csingilinget ábrázolja.
2007-ben újra kiadták Mexikóban a koncertlemezt, amely az eladási listák előkelő helyein szerepelt. Az En concert elérte az aranylemez státuszt Mexikóban.
2007 augusztusában hivatalosan is megerősítették, hogy Alizée elhagyta korábbi kiadóját, az Universal Music-ot.

### 2007–2009: Psychédélices, Tout Alizée és latin-amerikai siker
A zenei életbe való visszatérése előtt 2007-ben kiadót váltott, s a Sonynál folytatta pályafutását.
Hosszú kihagyás után, 2007. október 30-án jelent meg a Mademoiselle Juliette című kislemeze. A megjelenés előtt három nappal Alizée elkezdte promotálni a kislemezt, így a rádiókban is hallható volt már. A dalhoz készült klip novemberben került adásba, melyet Julien Rotterdan rendezett.
2007. december 3-án jelent meg a Psychédélices című album, teljesen más stílusban, mint amit eddig képviselt.
A lemez teljes zenei rendezője férje, Jérémy Chatelain volt, a szöveget pedig Jean Fauque írta. Az album Mexikóban nagy sikert aratott, ám hazájában kissé nehezményezték a stílusváltást. Ennek ellenére pozitív kritikákat kapott az album, s végül elérte az aranylemez státuszt.
Így ezt követően az énekesnő Mexikóba utazott, hogy promotálja új lemezét.
2008 februárjában megjelent az album második kislemez, a Fifty-Sixty, melyet a rajongók szavaztak meg a Sony oldalán. A dalhoz készült videóklipet Yanick Saillet rendezte, magát a dalt pedig Andy Warhol és Edie Sedgwick ihlette.
Május 8-án az énekesnő újra turnézni indult, az első állomás Moszkva volt, majd Mexikóváros, Guadalajara, Puebla és Monterrey következett. Bejelentettek még koncerteket Kijevben, Zürichben és Brüsszelben is többek között, azonban nem tartották meg őket. A zárókoncert 2009 márciusában lett volna, a párizsi Grand Rex-ben, azonban ezt is törölték utólag.
2008 nyarán még feldolgozta Madonna La Isla Bonita c. dalát, mely a Psychédélices Tour CD+DVD kiadására került fel, bónuszdalként.
2009-ben Mexikóban elnyerte a Luna's Award „Legjobb nemzetközi pop előadó” díjat, s részt vett az Enfoirés-n is.
2009 elején Alizée bejelentette, hogy új nagylemezén dolgozik, mely az eddigiektől merőben más stílusú lesz.

### 2010–2011: Une enfant du siècle, új stílus és átmenet

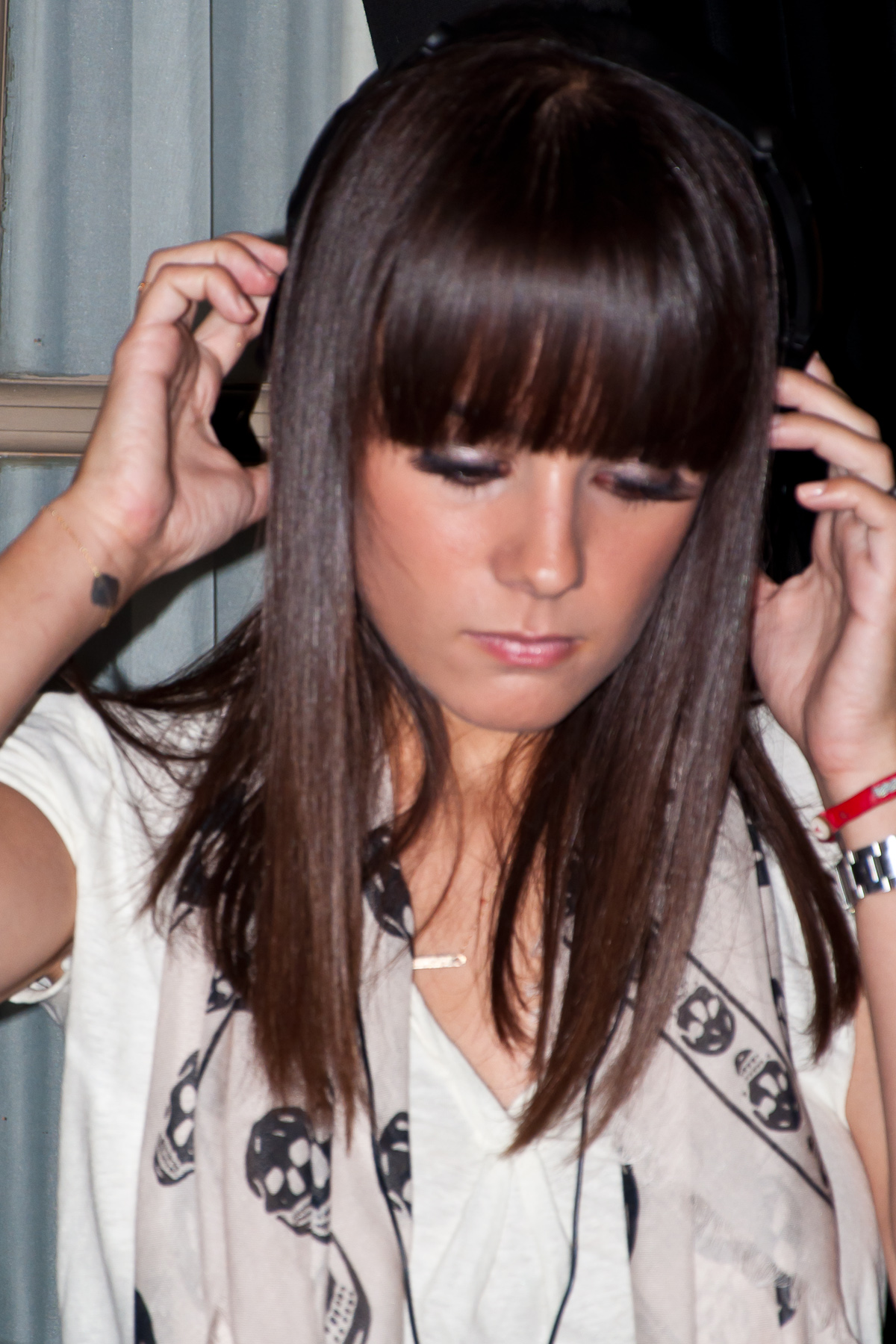
2010-ben

2010. március 29-én jelent meg negyedik stúdióalbuma, az Une enfant du siècle („A század egy gyermeke”), amely az 1980-as évek hangzását idézi és folytatta az előző albummal meghatározott irányt. A lemezen többek közt a Chateau Marmont-nal is dolgozott.
Az albumom lévő dalokat nagyrészt Edie Sedgwick amerikai színésznő és modell ihlette, akinek az életét családi tragédiák, pszichiátriai problémák és drogfüggőség övezte. A megjelenés napján Alizée dedikálást tartott a párizsi Virgin Megastore-ban.
A kritikusoknak tetszett a lemez, pénzügyileg viszont nem volt sikeres.
Az albumról egy dalhoz készült klip. Az egyetlen hivatalos kislemez a „Les Collines” (A hegyek) volt. A „Limelight” című dal csak promóciós kislemez volt, a hozzá készített klipet sosem játszották a tv-csatornák. Maga a videó azok számára volt csak elérhető, akik előrendelték az albumot.
2010. július 28-án részt vett egy Serge Gainsburg tiszteletére rendezett koncerten az izraeli Tel Avivban, a National Opérában.

Alizée hatodik alkalommal is részt vett a Les Enfoirés show-ján, mely 2011-ben a „L'œil des Enfoirés” nevet viselte és Montpellier-ben tartották meg.
Részt vett a Des Ricochets dal elkészítsében, 44 másik francia művésszel együtt, mely az UNICEF Collectif-Paris-Africa csoportjával való együttműködés során készült.
2011 elején Alizée együtt dolgozott Alain Chamforttal, akivel egy duettet vettek fel az énekes Elles & Lui című albumára. A közösen felvett dal a Clara veut la Lune nevet viseli, és 2012. április 29-én jelent meg.
Elkezdett dolgozni ötödik nagylemezén is, melyet 2012-ben szeretett volna piacra dobni.
2011 végén Alizée és férje, Jérémy útjai szétváltak.

### 2012–2013: 5 és Danse avec les stars
2012 elején a szép korzikai énekesnő ismét részt vett az Enfoirés koncertsorozaton. Itt láthattuk őt először a jegygyűrűje nélkül, így világossá vált, hogy valóban szakítottak Jérémyvel. Alizée Korzikára költözött lányával, Jérémy viszont Párizsban maradt.
Alizée 2 év kihagyás után tért vissza a zenei életbe, visszatérve gyökereihez, a pop-rock stílushoz. Az új dal, mely az „À cause de l'automne” (Az ősz miatt) címet viseli, 2012. június 4-én – pontosan 12 évvel az első kislemezének („Moi… Lolita”) megjelenése után – került kereskedelmi forgalomba. Az albumon olyan művészekkel dolgozott együtt, mint például Jean-Jacques Goldman, Thomas Boulard vagy Pete Russell. 2012. július 12-től előrendelhető volt az album gyűjtői kiadása.
Az albumot őszre ígérték, de ismeretlen okok miatt végül 2013-ra halasztották annak megjelenését.
2012 őszén leforgattak egy újabb klipet az À cause de l'automne-hoz. Az eredeti klip már nyáron elkészült, azonban a kiadónak ellenvetései támadtak vele szemben. Így a hivatalos klip december 5-én debütált Alizée hivatalos Youtube csatornáján. Azonban a videó egészen 2013 januárjáig csak Franciaországban volt elérhető.
2012. december 12-én Alizée az RFM rádió vendége volt, ahol először adta elő élőben új dalát, az À cause de l'automne-t.
Szintén decemberben megjelent a francia Inked Magazine-ban egy új fotósorozatot és interjút találhattunk Alizée-ről. A fotósorozat egy olyan oldalát mutatta meg az énekesnőnek, amit eddig még nem láthattunk: a címlapon egy összevérezett punk hercegnőt látunk, az interjúban pedig a tetoválások iránt érzett szenvedélyéről beszélt. A képeket egy francia fotóművész, Julien Lachaussée készítette, csak úgy, mint ötödik nagylemezének promóciós képeit is.
2013. január 3-án Alizée feltűnt a Star Academyben, ahol 3 dalát adta elő a tanoncokkal: Moi… Lolita, J'en ai marre! és Mademoiselle Juliette. Emellett kiderült az album címe, valamint megmutatták az új lemez borítóját is.
2013. február 11-én megjelent egy promóciós dal, az album záródala, a Dans mon sac („A táskámban”), mely sokak tetszését elnyerte.
Az új korong, mely 11 új felvételt tartalmazott, 2013. március 25-én jelent meg, 5 („Cinq”) címmel, utalva ezzel arra, hogy ez az énekesnő ötödik stúdióalbuma. A lemezt elsősorban France Gall francia énekesnő ihlette, a dalok pedig Alizée magánéleti problémáit dolgozzák fel.
2013 áprilisában Alizée Twitteren kérte rajongói segítségét az új kislemez kiválasztásához. Végül a Je veux bienre („Nagyon szeretnék”) esett a választás, mely április 22-én jelent meg hivatalosan. A kislemezhez végül nem készült videóklip.
Június 16-án a TF1 csatorna bejelentette, hogy június 29-én Alizée fellép a Tour de France nyitóceremóniáján, melyet Porto-Vecchióban tartottak. 10 év után először láthattuk Alizée-t a Tour de France-on, ugyanis 2003-ban Alizée szintén fellépett, ám akkor a J'ai pas vingt ans című dalával.
Nyáron együtt dolgozott a brit énekessel, Olly Mursszal a Dear Dalin' című dal egy új, francia verzióján. A dal remekül teljesített a hazai Petőfi Rádió TOP 30-as listáján is.
2013-ban Alizée eleget tett a TF1 csatornán futó „Danse avec les stars” műsor felkérésének, és szerepet vállalt a show negyedik évadában. Partnere Grégoire Lyonnet volt, s végül a november 23-án zajló döntő során ők nyertek.
Alizée felettébb jó viszont alakított kolléganőjével, az izraeli származású Tallal, aki egy darabig szintén szerepelt a Danse avec les stars negyedik szériájában. 2013 októberében feldolgoztak egy dalt, mely Le Tourbillon címmel került fel Tal A l'international című nagylemezének új kiadására.
2013. december 14-én Alizée megjelent az NRJ Music Awardson, melyet Cannes-ban tartottak. Will.i.am felkérte, hogy énekelje el vele a Scream & Shout című dalt, Britney Spears helyett. A dalszövegben apró változtatás történt: a híres „It's Britney Bitch” helyett az „Alizée Bitch” szavak hangzottak el. Emellett Tallal is fellépett, akivel a Le Tourbillon-t adták elő.
Mindeközben Alizée elkezdett dolgozni a hatodik nagylemezén, melynek megjelenése a 2014-es év során várható . Mivel közben a Danse avec les stars turnéján is részt vesz, le kellett mondania az idei Enfoirés-n való részvételéről.

### 2014–2018: Blonde és szünet
2014. március 14-én Alizée és kiadója bejelentette, hogy új kislemeze, a Blonde 2014. március 18-án jelenik meg. A kislemez borítóján Alizée szőke hajjal látható. A második kislemez az Alcaline című dal volt, ehhez – hasonlóan a 2013-as album második kislemezéhez – ismételten nem készült klip. A nagylemez – szintén Blonde címmel – 2014. június 23-án jelent meg, de promóció híján nem váltotta be a hozzá fűzött reményeket a sikert illetően.
Ezt követően a pletykák szerint Alizée elhagyta kiadóját, a Sony-t és a Warnerhez igazolt át.
2014. október 17-én debütált a Tendre Rêve című dalhoz készült klip, melyben Alizée Hamupipőkeként látható. A dal az első kislemez a We Love Disney 2 albumról, mely november 3-án került a boltok polcaira. Decemberben Alizée bejelentette, hogy szinkronizálni fog egy szereplőt a Clochette et la créature légendaire című animációs filmben, a Csingiling és a Soharém legendája francia változatában. 
Miután feltűnt a Danse avec les stars című műsorban, Alizée aktívan táncosként kezdett dolgozni különböző műsorokban, végül férjével, Grégoire Lyonnettel tánciskolát nyitott szülővárosában, Ajaccióban, az AG Studio-t (Studio de danse Lyonnet). 2017 októberében bejelentette, hogy szünetelteti zenei karrierjét, hogy „első szenvedélyére”, a táncra koncentrálhasson.

### 2024–jelen
Alizée bejelentette, hogy 2024 nyarán visszatér a színpadra, hogy előadja legnagyobb slágereit: Madrid (június 29.) a Love the Twentie fesztivál keretében, valamint Nizza (június 28.), La Seyne-sur-Mer (augusztus 2.) és Toulouse (augusztus 15.) a La Kermesse fesztivál keretében.

## Diszkográfia

### Albumok
- 2000 – Gourmandises
- 2003 – Mes courants électriques
- 2007 – Psychédélices
- 2010 – Une enfant du siècle
- 2013 – 5
- 2014 – Blonde

### Kislemezek
- 2000 – Moi… Lolita
- 2000 – L'Alizé
- 2001 – Parler tout bas
- 2001 – Gourmandises
- 2003 – J'en ai marre!
- 2003 – J'ai pas vingt ans
- 2003 – À contre-courant
- 2007 – Mademoiselle Juliette
- 2008 – Fifty-Sixty
- 2010 – Les Collines (Never Leave You)
- 2012 – À cause de l'automne
- 2013 – Je veux bien
- 2014 – Blonde
- 2014 – Alcaline

### Promóciós kislemezek
- 2004 – Amélie m'a dit (live)
- 2008 – La Isla Bonita
- 2010 – Limelight

### Kollaborációk
- 2011 – Des ricochets (ft. Collectif Paris-Africa)
- 2012 – Clara veut la lune (ft. Alain Chamfort)
- 2013 – Dear Darlin' (ft. Olly Murs)
- 2013 – Mon petit doigt m'a dit (ft. Guillaume Aldebert)
- 2013 – Le tourbillon (ft. TAL)
- 2014 – Tendre Rêve (We Love Disney 2)

### DVD
- 2004 – Alizée en concert
- 2007 – Tout Alizée CD+DVD
- 2008 – Psychédélices Tour CD+DVD

## Turnék
- 2003–2004 – En concert Tour
- 2008 – Psychédélices Tour
- 2013–2014 – Danse avec les stars – La Tournée
- 2014 – Blonde Tour (elhalasztották)
- 2014–2015 – Danse avec les stars – La Tournée

## Elismerések
Alizée 14 elismerést kapott el és 7 másikra nevezték karrierje során.
Elnyert díjak, elismerések:
- Graines de star – „Legjobb mag” (1999)
- M6 Awards – „Az év felfedezettje” (2000)
- Trophée des Anges (fr.) – „Az év énekese” (2000)
- Trophée des Anges (fr.( – „Az év énekese” (2001)
- NRJ Music Awards – „Legjobb francia énekesnő” (2001),
- NRJ Music Awards – „Legjobb internet site” (2001)
- SACEM: Prix Vincent-Scotto – „Az év dala: Moi… Lolita” (2001)
- NME Awards (Ukrajna) – „A hét dala: Moi… Lolita” (2001)
- DMX Awards – „Legjobb francia dal: Moi… Lolita” (2001)
- DMX Awards – „Legjobb francia sláger, ami nem jelent meg az USA-ban: Moi… Lolita” (2001)
- Hit FM Award (Oroszország) – „Az év francia dala:Moi… Lolita” (2001)
- World Music Awards – „Legtöbb francia nyelvű lemezt eladó előadó” (2002)
- Franciaország legszexibb nője FHM (2003)
- Las Lunas del Auditorio (Mexikó) – „Legjobb nemzetközi pop előadó” (2008)
- Franciaország legszexibb nője FHM (2010)
- Danse avec les stars – „Az év táncosa” (2013)

Jelölések:
- Petite Princesse (Fr.) – „Legjobb előadó” (2000)
- Victoirs de le musiqe – „Az év énekesnője” (2000)
- NRJ Music Awards – „Az év legjobb francia énekesnője” (2002)
- MTV Latin America Awards – „Nemzetközi felfedezett” (2008)
- Lauriers TV Awards – „Vezető női egyéniség, aki részt vett egy szórakoztatói műsorban” (2013)
- Buzz Land Awards – „Legjobb női előadó” (2013)
- World Music Awards – „Legjobb női előadó” (2013) * folyamatban! *

## Részvételek
- 2001 – L'odyssée des Enfoirés
- 2002 – Tous dans le même bateau (Les Enfoirés)
- 2008 – Les Secrets des Enfoirés
- 2008 – Autour de la guitare (La javanaise)
- 2009 – Les Enfoirés font leur cinéma
- 2009 – San Marcos
- 2010 – Les Enfoirés...La crise de nerfs!
- 2010 – Muzik'elles de Meaux (Mexico)
- 2011 – Dans l'œil des Enfoirés
- 2012 – Le Bal des Enfoirés
- 2013 – La Boîte à musique des Enfoirés
- 2013 – Danse avec les stars
- 2013 – Une nuit à Makala
- 2014 – La danse fait son show